# Georgij Sjjukin
Georgij Sjjukin (russisk: Гео́ргий Бори́сович Щу́кин) (født 23. oktober 1925 i Moskva i det Sovjetunionen, død 17. august 1983) var en sovjetisk filminstruktør og manuskriptforfatter.

## Filmografi
- Aljosjkina ljubov (Алёшкина любовь, 1960)[1][2]